# ستكينه
ستكينه (تنطق بالهولندية: [ˈsteːkənə]) هي بلدية تقع ببلجيكا مقاطعة فلاندر الشرقية.